# Bathyraja smithii
Bathyraja smithii är en rockeart som först beskrevs av Müller och Henle 1841.  Bathyraja smithii ingår i släktet Bathyraja och familjen egentliga rockor. IUCN kategoriserar arten globalt som otillräckligt studerad. Inga underarter finns listade.